# Martin Hyun
Martin Hyun (Hyun Jong-bum) (né le 4 mai 1979 à Krefeld en Allemagne) est un joueur allemand de hockey sur glace.

## Carrière de joueur
D'origine coréenne, il est né en Allemagne où il commença à jouer au hockey à un très jeune âge. Il joua quelques saisons juniors en Europe avant de venir tenter sa chance en Amérique du Nord. Il s'aligna dans la NCAA quatre saisons avant de retourner sur le vieux continent. Il joua brièvement en Belgique avant de s'aligner dans le championnat élite d'Allemagne avec les Krefeld Pinguine en 2004-2005.
À la suite de cette dernière saison, il travailla un an au parlement en Corée du Sud. Depuis son retour, il s'engage politiquement, en particulier pour le dialogue interculturel. En 2008, il a publié un livre « Lautlos-Ja Sprachlos-Nein: Grenzgänger zwischen Deutschland und Korea » qui parle de la vie des Coréens en Allemagne puis en 2012 « Ohne Fleiss kein Reis: Wie ich ein guter Deutscher wurde » , un livre qui traite de son intégration. Hyun est un écrivain et un chroniqueur allemand. Il vit depuis à Berlin, dans le district Wedding.

## Jeux olympiques d'hiver de 2018
Hyun a été nommé par le Comité coréen d'organisation pour les Jeux Olympiques d'hiver en 2018 en janvier 2015 au un nouveau directeur technique pour le hockey sur glace et de hockey sur glace et luge. 
Hyun a été sélectionné comme coureur de la torche olympique sur la base de ses mérites dans la relation germano-coréenne. 

## Statistiques
Pour les significations des abréviations, voir Statistiques du hockey sur glace.
| Saison    | Équipe                 | Ligue                 |    | Saison régulière | Saison régulière | Saison régulière | Saison régulière | Saison régulière |   | Séries éliminatoires | Séries éliminatoires | Séries éliminatoires | Séries éliminatoires | Séries éliminatoires |
| Saison    | Équipe                 | Ligue                 | PJ | B                | A                | Pts              | Pun              | PJ               | B | A                    | Pts                  | Pun                  |                      |                      |
| 1994-1995 | Krefeld Pinguine       | Juniors (U20)         | 20 | 16               | 10               | 26               | 61               | -                | - | -                    | -                    | -                    |                      |                      |
| 1995-1996 | Krefelder EV           | 2.Liga Nord (D)       | 18 | 2                | 3                | 5                | 10               | -                | - | -                    | -                    | -                    |                      |                      |
| 1995-1996 | Krefeld Pinguine       | Juniors (U20)         | 24 | 16               | 10               | 26               | 32               | -                | - | -                    | -                    | -                    |                      |                      |
| 1996-1997 | Krefelder EV           | 2.Liga Nord (D)       | 27 | 5                | 7                | 12               | 51               | -                | - | -                    | -                    | -                    |                      |                      |
| 1997-1998 | Benilde St. Margaret's | MSHSA                 | 25 | 23               | 10               | 33               | 33               | -                | - | -                    | -                    | -                    |                      |                      |
| 1998-1999 | Northwood Prep Varsity | Jr. A                 | 43 | 25               | 20               | 45               | 45               | -                | - | -                    | -                    | -                    |                      |                      |
| 1999-2000 | St. Michael's College  | NCAA                  | 25 | 9                | 6                | 15               | 18               | -                | - | -                    | -                    | -                    |                      |                      |
| 2000-2001 | St. Michael's College  | NCAA                  | 24 | 10               | 11               | 21               | 28               | -                | - | -                    | -                    | -                    |                      |                      |
| 2001-2002 | St. Michael's College  | NCAA                  | 10 | 0                | 3                | 3                | 6                | -                | - | -                    | -                    | -                    |                      |                      |
| 2002-2003 | St. Michael's College  | NCAA                  | 12 | 6                | 4                | 10               | 6                | -                | - | -                    | -                    | -                    |                      |                      |
| 2003-2004 | IHC Louvain            | Coupe de Belgique     | 11 | 3                | 3                | 6                | 51               | -                | - | -                    | -                    | -                    |                      |                      |
| 2003-2004 | IHC Louvain            | Coupe der Lage Landen | 9  | 5                | 5                | 10               | 14               | -                | - | -                    | -                    | -                    |                      |                      |
| 2003-2004 | IHC Louvain            | Belgique              | -  | -                | -                | -                | -                | 4                | 1 | 1                    | 2                    | 6                    |                      |                      |
| 2004-2005 | Krefeld Pinguine       | DEL                   | 38 | 0                | 0                | 0                | 6                | -                | - | -                    | -                    | -                    |                      |                      |